# 四職
四職（ししき/ししょく）は、室町時代の武家の家格。

## 概要
室町幕府の軍事召集・指揮と京都市中の警察・徴税等を司る侍所の長官（頭人、所司）に交代で任じられた守護大名の赤松氏、一色氏、京極氏、山名氏の4氏を指して「四職」と称する。その一方で、実際はこの4家と並んで土岐氏（美濃守護）と今川氏（駿河守護）もしばしば侍所頭人に任じられており、これも含んで「六職」とするのが相当であるとする説もある（但し相伴衆に列する4家に比べて国持衆に過ぎない土岐・今川の両家は明らかに家格が劣る為、「四職」とは侍所頭人に就任する相伴衆（相伴衆に列する家格の家出身の侍所頭人）を以って呼称された可能性がある）。いずれも源氏を本姓（清和源氏が4氏、村上源氏が1氏、宇多源氏が1氏）とする。
四職は、応永5年（1398年）に室町幕府3代将軍足利義満により制定され、伊勢氏、上杉氏、土岐氏を加えて「七頭」と称し、三管領家（細川氏、斯波氏、畠山氏）と並び、幕府の宿老として中央政治に参与した。また、京都の警察権を担うため山城守護を兼帯することが多かった。永享12年（1440年）以降、山名宗全、京極持清、一色教親が侍所頭人に就任した。応仁元年（1467年）から文明9年（1477年）まで続いた応仁の乱時には、四氏のうち山名宗全・一色義直は西軍に、京極持清・赤松政則は東軍に分かれた。文明3年（1471年）赤松政則が侍所頭人に就任、文明17年（1485年）に京極材宗が侍所頭人に就任したが、明応2年（1493年）の明応の政変以降、畿内の争乱や守護の在国化などのため空席となり自然消滅した。

## 子孫
以後、これら四氏は四職時代のような勢力を持つことはなかったが、京極氏は嫡流が近世大名への転身に成功、赤松氏と山名氏も傍流が明治時代まで家をつなぎ、華族に列している。
赤松氏は赤松則房の代に織田信長の家臣羽柴秀吉が播磨に侵攻してくるとこれに降り、後に秀吉の家臣として大名となった。しかし、則房の子則英は関ヶ原の戦いにおいて西軍につき、戦後、福島正則を頼ったが許されず自害させられて赤松氏の嫡流はここに滅んだ。なお、分家は旗本として存続し、明治時代に則良は海軍軍人として功績を挙げて男爵となった。また、庶流の摂津有馬氏は久留米藩主として伯爵となった。
一色氏は一色義定の代に織田信長の家臣・細川藤孝が丹後に侵攻してくると、抗戦の後、明智光秀の仲介で藤孝の娘と婚姻して織田氏に降った。しかし、本能寺の変において、光秀の味方をしたことから舅の藤孝により討たれ、義定の叔父義清が家督を継いだものの、これも討たれて一色氏の嫡流は滅んだ。
京極氏は京極高吉の代に起きた永禄の変において足利義昭の擁立に尽力して織田信長の知己を得、嫡男高次は関ヶ原の戦いにおいても東軍について大津城を死守、次男高知もまた東軍について関ヶ原本戦に参戦し、戦後高次は若狭小浜を、高知は丹後宮津を与えられて大名となっており、最終的に高次の子孫は讃岐丸亀藩主として、高知の子孫は分家が丹波峰山藩主としていずれも子爵となった。
山名氏は山名祐豊の代に織田信長の家臣羽柴秀吉が但馬に侵攻してくるとこれに降ったものの直後に死去、家督を継いだ三男の堯熙は秀吉の御伽衆として仕え、以後秀頼の家臣となったが、その子堯政は大坂の陣で討死、山名氏の嫡流は滅んだ。なお、祐豊の甥豊国は徳川家康に仕え、交代寄合から子孫は維新立藩により但馬村岡藩主として男爵となった。